# جان سایکس
جان سایکس (انگلیسی: John H. Sykes) کارآفرین اهل ایالات متحده آمریکا است، که در سال ۱۹۷۷ شرکت سایکس را تأسیس کرد.